# Championnat d'Islande de football 1931
Navigation
Saison précédente Saison suivante
La saison 1931 du Championnat d'Islande de football était la 20e édition de la première division islandaise.
C'est le club du KR Reykjavik qui remporte pour la 7e fois le titre de champion d'Islande.

## Les 4 clubs participants
- KR Reykjavik
- Fram Reykjavik
- Valur Reykjavik
- Vikingur Reykjavik

## Compétition

### Classement
Le barème de points servant à établir le classement se décompose ainsi :
- Victoire : 2 points
- Match nul : 1 point
- Défaite : 0 point

| Rang | Équipe             | Pts | J | G | N | P | Bp | Bc | Diff |
| ---- | ------------------ | --- | - | - | - | - | -- | -- | ---- |
| 1    | KR Reykjavik       | 6   | 3 | 3 | 0 | 0 | 13 | 1  | +12  |
| 2    | Valur Reykjavik T  | 4   | 3 | 2 | 0 | 1 | 6  | 3  | +3   |
| 3    | Vikingur Reykjavik | 2   | 3 | 1 | 0 | 2 | 4  | 11 | -7   |
| 4    | Fram Reykjavik     | 0   | 3 | 0 | 0 | 3 | 3  | 11 | -8   |

|  | Champion d'Islande 1931 |

### Matchs
Tous les matchs sont disputés au stade Melavöllur à Reykjavik.
| Résultats (▼dom., ►ext.)                                   | Fra | KR  | Val | Vik |
| Fram Reykjavik                                             |     | 1-5 | 1-2 | 1-4 |
| KR Reykjavik                                               |     |     | 2-0 | 6-0 |
| Valur Reykjavik                                            |     |     |     | 4-0 |
| Vikingur Reykjavik                                         |     |     |     |     |
| - Victoire à domicile - Match nul - Victoire à l'extérieur |     |     |     |     |

## Bilan de la saison
| Tableau d'Honneur                 |              |
| Compétition                       | Vainqueur    |
| Championnat d'Islande de football | KR Reykjavik |